# Saison 13 de Secret Story
Vous pouvez aider à l'améliorer ou bien discuter des problèmes sur sa page de discussion.
- Il peut contenir un travail inédit ou des déclarations non vérifiées. Vous pouvez l’améliorer en ajoutant des références. (Marqué depuis juin 2025)

Vous pouvez aider à l'améliorer ou bien discuter des problèmes sur sa page de discussion.
- Il ne cite pas suffisamment ses sources. Vous pouvez indiquer les passages à sourcer avec {{référence nécessaire}} ou {{Référence souhaitée}}, et inclure les références utiles en les liant aux notes de bas de page. (Marqué depuis juin 2025)
- Certaines de ses couleurs nuisent à son accessibilité et ne respectent pas la charte graphique. Les couleurs ne sont pas interdites, mais il est conseillé d'en faire un usage modéré qui respecte les normes d'accessibilité. (Marqué depuis juin 2025)
- Son ton est trop promotionnel ou publicitaire, voire hagiographique. Le texte doit adopter un ton neutre et encyclopédique. (Marqué depuis juin 2025)

- Archive Wikiwix
- Bing
- Cairn
- DuckDuckGo
- E. Universalis
- Gallica
- Google
- G. Books
- G. News
- G. Scholar
- Persée
- Qwant
- (zh) Baidu
- (ru) Yandex
- (wd) trouver des œuvres sur Wikidata

La treizième saison de Secret Story est une émission de téléréalité française  animée par Christophe Beaugrand, diffusée sur les chaînes nationales du groupe privé TF1, du 10 juin 2025 au 7 août 2025. La soirée de lancement est retransmise sur TF1 le 10 juin 2025 à 23 h 30, puis la retransmission de l'émission bascule entièrement sur la chaîne TFX le lendemain. La quotidienne est diffusée du lundi au vendredi entre 19 et 20 heures et le prime hebdomadaire se tient le jeudi soir à partir de 21 h 10.

## Description
Secret Story est une émission française de téléréalité présentée par Christophe Beaugrand. Produite par la société Endemol France, le programme représente une déclinaison du concept initial Big Brother. En mars 2025, TF1 annonce le retour de l’émission de téléréalité Secret Story pour l'année 2025. Elle est présentée par Christophe Beaugrand et tournée au Technoparc de Poissy. Le 20 mai 2025, le Groupe TF1 publie une vidéo pour annoncer la date du lancement au 10 juin 2025 sur TF1 à 23 h 30, cette nouvelle saison doit être différente de la précédente édition, avec un « retour aux sources » comme le retour des débuts de soirée. Cependant, la série d'émissions doit basculer sur TFX pour les quotidiennes et les débuts de soirée, contrairement à la saison précédente durant laquelle la diffusion est entièrement retransmise sur TF1. On remarque aussi la suppression de la quotidienne du samedi.
L'édition 2025 est censée corriger les critiques portant sur les précédentes versions de l'émission.
Le 22 mai 2025, la Voix propose une mission exceptionnelle aux téléspectateurs, en leur permettant de visiter la Maison des Secrets à l’issue de la finale, s’ils parviennent à résoudre une énigme. Le 23 mai 2025, la bande annonce est diffusée et promet une saison avec un retour aux sources. Le 29 mai 2025, Christophe Beaugrand interviewé à Franceinfo déclare : « l'an dernier c'était un test sans les émissions hebdomadaires. Cette fois, on revient aux bases avec des candidats anonymes, contrairement à l'an dernier où certains sont déjà connus sur TikTok ».

## La maison des secrets
La Maison des secrets est construite dans un hangar au Technoparc de Poissy, tout comme la saison précédente. Comme en 2024, le plateau reste situé à côté de la maison des secrets et conserve le même esprit.

## Diffusion
L'émission est diffusée sur les chaînes du groupe TF1 à partir du 10 juin 2025 et pendant tout l’été.

### Soirée de lancement
La soirée de lancement est retransmise sur TF1 le 10 juin 2025 de 23 h 30 à 2 h 30. Les candidats entrent chacun leur tour dans la Maison des Secrets, ou dans la Maison de Cristal, en passant par le plateau en étant présentés par Christophe Beaugrand.

### Soirées hebdomadaires
Les émissions hebdomadaires reviennent cette saison. Elles sont diffusées en direct chaque jeudi à 21 h 05, sur la chaîne privée TFX. Lors de ces soirées spéciales, les habitants doivent réaliser certaines épreuves ou répondre aux dilemmes de la Voix. Un habitant parmi les nommés de la semaine quitte la maison des Secrets à l'issue de l'émission, suite au vote du public. En plateau sont diffusés aux téléspectateurs des sujets résumant les événements marquants de la semaine et des pastiches humoristiques tels que la parodie de soap opera Amour Secret ou le bêtisier Mister Secret.

### Quotidiennes
Les quotidiennes vont être retransmises du lundi au vendredi sur la chaîne TFX entre 19 et 20 h à partir du 11 juin 2025. Chaque mardi, les habitants votent pour nommer un habitant de leur choix et le public vote pour sauver leurs habitant favoris. L'habitant ayant recueilli le moins de votes est éliminé lors de la soirée du jeudi.

### Connexion avec la maison
Une liaison en direct est proposée tous les soirs de 21 h à minuit sur TF1+, nécessitant un abonnement payant pour suivre les soirées des habitants de la Maison des Secrets, contrairement à la saison 12 (2024) où deux liaisons en direct sont proposées au cours de la journée, un direct le matin et un le soir, chacun de deux heures et aux saisons 10 et 11 pour lesquelles la soirée des habitants est diffusée à 20 h 25 du lundi au samedi sur NT1. Le 20 Juin, quelques jours après le début de la saison, suite aux bonnes audiences, les horaires de liaison en direct sont étendus : tous les jours, sauf le jeudi, de 17 h à 19 h, puis de 21 h à 0 h. Quant aux jeudis, les liaisons en direct sont proposées entre 14 h et 16 h, puis entre 23 h 10 et 0 h 10.

## Candidats
| #   | Candidat    | Âge    | Ville                | Entrée       | Statut                                | Durée dans la Maison | Réf(s) |
| --- | ----------- | ------ | -------------------- | ------------ | ------------------------------------- | -------------------- | ------ |
| 1re | Romy        | 29 ans | Lille                | 10 juin 2025 | Gagnante                              | 1 mois et 28 jours   | ,      |
| 2e  | Ethan       | 21 ans | La Louvière          | 10 juin 2025 | Finalistes le 7 août 2025             | 1 mois et 28 jours   | [ 18 ] |
| 3e  | Anita       | 21 ans | Nice                 | 10 juin 2025 | Finalistes le 7 août 2025             | 1 mois et 28 jours   |        |
| 4e  | Noah        | 19 ans | Philadelphie         | 10 juin 2025 | Finalistes le 7 août 2025             | 1 mois et 28 jours   | [ 19 ] |
| 5e  | Aïmed       | 25 ans | Épinay-sur-Seine     | 10 juin 2025 | Éliminé le 31 juillet 2025            | 1 mois et 21 jours   | [ 20 ] |
| 6e  | Constance   | 22 ans | Le Havre             | 10 juin 2025 | Éliminée le 24 juillet 2025           | 1 mois et 14 jours   | ,      |
| 7e  | Mayer       | 24 ans | Paris                | 10 juin 2025 | Abandon volontaire le 18 juillet 2025 | 1 mois et 8 jours    | [ 23 ] |
| 8e  | Pimprenelle | 26 ans | Namur                | 10 juin 2025 | Éliminés le 17 juillet 2025           | 1 mois et 7 jours    | ,      |
| 9e  | Adrien      | 24 ans | Saint-Palais-sur-Mer | 10 juin 2025 | Éliminés le 17 juillet 2025           | 1 mois et 7 jours    | ,      |
| 10e | Célia       | 20 ans | Miami                | 10 juin 2025 | Éliminée le 10 juillet 2025           | 1 mois               | ,      |
| 11e | Marianne    | 32 ans | Vosges               | 10 juin 2025 | Éliminée le 3 juillet 2025            | 23 jours             | [ 29 ] |
| 12e | Damien      | 25 ans | Pfastatt             | 10 juin 2025 | Éliminés le 26 juin 2025              | 16 jours             | ,      |
| 13e | Dréa        | 19 ans | Paris                | 10 juin 2025 | Éliminés le 26 juin 2025              | 16 jours             | ,      |
| 14e | Théo        | 24 ans | Strasbourg           | 10 juin 2025 | Éliminé le 19 juin 2025               | 9 jours              | [ 33 ] |

## Invités
Mélanie Da Cruz, candidate de Secret Story 9, annonce le 2 juillet sur ses réseaux sociaux ainsi que sur ceux de l'émission qu'elle va à nouveau faire son entrée dans la Maison des Secrets, mais seulement pour quelques jours. Lors du prime du 3 juillet, elle est accompagnée par Amélie Neten, candidate de la Secret Story 4 et elles rejoignent Anita, faussement éliminée par Noah, dans la Maison de Cristal. Par la suite, Lou Videau, candidate de Secret Story 12 et Vivian Grimigni, candidat de Secret Story 8, rejoignent la Maison de Cristal. Ils repartent quelques heures plus tard, mais reviendront pour passer la semaine avec les habitants de la Maison des Secrets, retournant ensuite chaque soir dans la Maison de Cristal avec Anita. Le 6 juillet, l'émission dévoile sur ses réseaux sociaux que chaque ancien candidat possède un anneau avec un pouvoir : Amélie possède l'anneau de l'immunité secrète, Mélanie celui de la nomination, Lou celui de l'échange de cagnottes et Vivian possède l'anneau du switch. Ils repartent lors du prime du 10 juillet, après avoir sélectionné les quatre habitants qui seront séparés des autres pour entrer dans la Maison de Cristal. Durant ce même prime, Émilie Nef Naf (gagnante de Secret Story 3) et Vincent Queijo (Secret Story 7) retournent quelques minutes dans la Maison des Secrets dans le cadre d'un freeze des habitants, pour leur donner des conseils et les motiver.

## Secrets
Les secrets sont ici présentés dans leur ordre d'annonce.
| Secret                                                                     | Candidat(s) | Découvreur                   | Date de la découverte        | Réf.   |
| -------------------------------------------------------------------------- | ----------- | ---------------------------- | ---------------------------- | ------ |
| La moitié de mon visage est reconstruite                                   | Pimprenelle | Adrien                       | 10 juillet 2025              | ,      |
| Mon frère est une légende vivante du football                              | Ethan       | Pimprenelle                  | 24 juin 2025                 | ,      |
| Nous sommes un faux couple                                                 | Constance   | Éliminés avant la découverte | Éliminés avant la découverte | ,      |
| Nous sommes un faux couple                                                 | Damien      | Éliminés avant la découverte | Éliminés avant la découverte | ,      |
| J’ai vécu dans ma voiture pendant 6 mois                                   | Théo        | Éliminés avant la découverte | Éliminés avant la découverte | [ 41 ] |
| J’ai remporté un talent show de K-POP en Corée                             | Dréa        | Éliminés avant la découverte | Éliminés avant la découverte | [ 42 ] |
| Notre histoire passée lie notre destin dans la maison                      | Anita       | Révélé par eux-mêmes         | 5 août 2025                  | [ 43 ] |
| Notre histoire passée lie notre destin dans la maison                      | Noah        | Révélé par eux-mêmes         | 5 août 2025                  | [ 43 ] |
| Nous sommes les gardiens de la transparence                                | Aïmed       | Anita                        | 3 juillet 2025               | ,      |
| Nous sommes les gardiens de la transparence                                | Célia       | Romy                         | 9 juillet 2025               | ,      |
| J’ai onze prénoms                                                          | Marianne    | Éliminés avant la découverte | Éliminés avant la découverte | [ 47 ] |
| J’ai découvert l’existence de ma sœur à l’âge de 16 ans                    | Adrien      | Éliminés avant la découverte | Éliminés avant la découverte | [ 48 ] |
| Je suis un phénomène viral                                                 | Romy        | Constance                    | 24 juillet 2025              | [ 49 ] |
| Je fais partie des 1 % de la population mondiale à avoir plus de 134 de QI | Mayer       | Abandon avant la découverte  | Abandon avant la découverte  | ,      |

### Nominations
| Semaine   | Nommés                                       | Éliminés              |
| --------- | -------------------------------------------- | --------------------- |
| Semaine 1 | Marianne, Pimprenelle, Théo                  | Théo                  |
| Semaine 2 | Damien, Dréa, Ethan, Mayer                   | Dréa et Damien        |
| Semaine 3 | Constance, Ethan, Marianne                   | Marianne              |
| Semaine 4 | Adrien, Aïmed, Célia, Pimprenelle            | Célia                 |
| Semaine 5 | Adrien, Constance, Ethan, Mayer, Pimprenelle | Adrien et Pimprenelle |
| Semaine 6 | Anita, Constance, Ethan                      | Constance             |
| Semaine 7 | Aïmed, Anita, Ethan,                         | Aïmed                 |

### Progression des candidats
|             | Semaine | Semaine | Semaine | Semaine | Semaine | Semaine | Semaine | Semaine         |
| 1,          | 2,      | 3,      | 4,      | 5,      | 6,      | 7       | 8       |                 |
| ----------- | ------- | ------- | ------- | ------- | ------- | ------- | ------- | --------------- |
| Romy        | SAUVE   | SAUVE   | SAUVE   | IMMUN   | SAUVE   | SAUVE   | SAUVE   | GAGNANTE (72 %) |
| Ethan       | SAUF    | NOMMÉ   | NOMMÉ   | SAUF    | NOMMÉ   | NOMMÉ   | NOMMÉ   | DEUXIÈME (16 %) |
| Anita       | SAUVE   | SAUVE   | SAUVE   | PS      | IMMUN   | NOMMÉE  | NOMMÉE  | TROISIÈME (9 %) |
| Noah        | SAUF    | SAUF    | SAUF    | SAUF    | IMMUN   | IMMUN   | IMMUN   | QUATRIÈME (3 %) |
| Aïmed       | SAUF    | SAUF    | SAUF    | NOMMÉ   | SAUF    | SAUF    | ÉLIM    |                 |
| Constance   | SAUVE   | IMMUN   | NOMMÉE  | SAUVE   | NOMMÉE  | ÉLIM    |         |                 |
| Mayer       | SAUF    | NOMMÉ   | IMMUN   | SAUF    | NOMMÉ   | ABAND   |         |                 |
| Pimprenelle | NOMMÉE  | SAUVE   | SAUVE   | NOMMÉE  | ÉLIM    |         |         |                 |
| Adrien      | SAUF    | SAUF    | SAUF    | NOMMÉ   | ÉLIM    |         |         |                 |
| Célia       | SAUVE   | SAUVE   | SAUVE   | ÉLIM    |         |         |         |                 |
| Marianne    | NOMMÉE  | SAUVE   | ÉLIM    |         |         |         |         |                 |
| Damien      | SAUF    | ÉLIM    |         |         |         |         |         |                 |
| Dréa        | SAUVE   | ÉLIM    |         |         |         |         |         |                 |
| Théo        | ÉLIM    |         |         |         |         |         |         |                 |

 Le candidat a gagné Secret Story.
 Le candidat est arrivé deuxième.
 Le candidat est arrivé troisième.
 Le candidat est arrivé quatrième.
 Le candidat est faussement éliminé lors du prime précédent la semaine et a rejoint une pièce secrète.
 Le candidat a reçu une immunité.
 Le candidat est sauf.
 Le candidat est nommé.
 Le candidat est éliminé.
 Le candidat a décidé d'abandonner.

### Historique des votes
| Romy            | Dréa                                                                                               | Adrien Damien                                                           | Adrien Pimprenelle                                                | Adrien Célia                                                             | Noah Pimprenelle                                                               | Anita Constance                                      | Ethan                                                               |  |  |
| Ethan           | Dréa                                                                                               | Adrien Célia                                                            | Adrien Pimprenelle                                                | Adrien Célia                                                             | Adrien Pimprenelle                                                             | Aïmed Anita                                          | Romy                                                                |  |  |
| Anita           | Dréa                                                                                               | Ethan Mayer                                                             | —                                                                 | —                                                                        | Adrien Pimprenelle                                                             | Constance Ethan                                      | Romy                                                                |  |  |
| Noah            | Marianne                                                                                           | Ethan Mayer                                                             | Ethan Mayer                                                       | Célia Constance                                                          | Constance Ethan                                                                | Constance Romy                                       | Anita                                                               |  |  |
| Aïmed           | Pimprenelle                                                                                        | Ethan Mayer                                                             | Ethan Mayer                                                       | Constance Ethan                                                          | Constance Ethan                                                                | Anita Constance                                      | Romy                                                                |  |  |
| Constance       | Théo                                                                                               | Adrien Aïmed                                                            | Adrien Pimprenelle                                                | Adrien Noah                                                              | Aïmed Noah                                                                     | —                                                    |                                                                     |  |  |
| Mayer           | Dréa                                                                                               | Adrien Aïmed                                                            | Adrien Pimprenelle                                                | Adrien Célia                                                             | Adrien Pimprenelle                                                             |                                                      |                                                                     |  |  |
| Adrien          | Théo                                                                                               | Ethan Mayer                                                             | Mayer Romy                                                        | Constance Romy                                                           | Constance Ethan                                                                |                                                      |                                                                     |  |  |
| Pimprenelle     | —                                                                                                  | Ethan Mayer                                                             | Ethan Mayer                                                       | Ethan Romy                                                               | Ethan Romy                                                                     |                                                      |                                                                     |  |  |
| Célia           | Théo                                                                                               | Anita Ethan                                                             | Anita Ethan                                                       | Ethan Mayer                                                              |                                                                                |                                                      |                                                                     |  |  |
| Marianne        | —                                                                                                  | Ethan Mayer                                                             | Ethan Romy                                                        |                                                                          |                                                                                |                                                      |                                                                     |  |  |
| Damien          | Dréa                                                                                               | Adrien Aïmed                                                            |                                                                   |                                                                          |                                                                                |                                                      |                                                                     |  |  |
| Dréa            | —                                                                                                  | Ethan Mayer                                                             |                                                                   |                                                                          |                                                                                |                                                      |                                                                     |  |  |
| Théo            | —                                                                                                  |                                                                         |                                                                   |                                                                          |                                                                                |                                                      |                                                                     |  |  |
|                 | |                                                                         |                                                                   |                                                                          |                                                                                |                                                      |                                                                     |  |  |
| Total des votes | Qui souhaitez-vous sauver de la maison de Cristal ? Dréa : 5 Théo : 3 Marianne : 1 Pimprenelle : 1 | Ethan : 8 Mayer : 7 Adrien : 6 Aïmed : 3 Damien : 2 Anita : 1 Célia : 1 | Ethan : 5 Adrien : 4 Mayer : 4 Pimprenelle : 4 Romy : 2 Anita : 1 | Célia : 6 Constance : 5 Adrien : 4 Romy : 4 Ethan : 3 Mayer : 1 Noah : 1 | Ethan : 4 Pimprenelle : 4 Adrien : 3 Constance : 3 Noah : 2 Aïmed : 1 Romy : 1 | Constance : 4 Anita : 3 Aïmed : 1 Ethan : 1 Romy : 1 | Qui souhaitez-vous envoyer en finale ? Romy : 3 Anita : 1 Ethan : 1 |  |  |

 Le candidat reçoit un double vote, lui permettant de voir ses votes compter double.
 Le candidat se situe dans une pièce secrète et n'a donc pas pu prendre part aux votes des nominations.
 Le candidat a vu son vote être bloqué par un ou plusieurs autres habitants.

## Audience

### Émission de lancement
La soirée de lancement du 10 juin 2025 est intitulée « Kick »[réf. nécessaire].
| Jour de diffusion     | Horaire de diffusion | Nombre de téléspectateurs | Part de marché sur les 4 ans et plus | PDM FRDA-50 | Réf     |
| --------------------- | -------------------- | ------------------------- | ------------------------------------ | ----------- | ------- |
| Mardi 10 juin 2025    | 23 h 20 - 0 h 40     | 945 000                   | 15,5 %                               | 26,7 %      | [ a 1 ] |
| Mercredi 11 juin 2025 | 0 h 45 - 2 h 30      | 363 000                   | 18,2 %                               | 24,7 %      | [ a 1 ] |

- Plus hauts chiffres d'audiences
- Plus bas chiffres d'audiences

### Émissions hebdomadaires
| Jour de diffusion     | Horaire de diffusion | Nombre de téléspectateurs | Part de marché sur les 4 ans et plus | PDM FRDA-50 | Réf      |  |
| --------------------- | -------------------- | ------------------------- | ------------------------------------ | ----------- | -------- |  |
| Jeudi 19 juin 2025    | 21 h 10 - 22 h 10    | 418 000                   | 2,6 %                                | 8,6 %       | [ a 2 ]  |  |
| Jeudi 19 juin 2025    | 22 h 15 - 23 h 20    | 423 000                   | 3,3 %                                | 11,1 %      | [ a 2 ]  |  |
| Jeudi 26 juin 2025    | 21 h 10 - 22 h 10    | 662 000                   | 3,9 %                                | 12 %        | [ a 3 ]  |  |
| Jeudi 26 juin 2025    | 22 h 15 - 23 h 20    | 628 000                   | 4,7 %                                | 12,1 %      | [ a 3 ]  |  |
| Jeudi 3 juillet 2025  | 21 h 10 - 22 h 15    | 461 000                   | 2,7 %                                | 7 %         | [ a 4 ]  |  |
| Jeudi 3 juillet 2025  | 22 h 20 - 23 h 15    | 533 000                   | 4 %                                  | 10,1 %      | [ a 4 ]  |  |
| Jeudi 10 juillet 2025 | 21 h 10 - 22 h 15    | 577 000                   | 3,6 %                                | 11,3 %      | [ a 5 ]  |  |
| Jeudi 10 juillet 2025 | 22 h 20 - 23 h 25    | 575 000                   | 4,3 %                                | 14,5 %      | [ a 5 ]  |  |
| Jeudi 17 juillet 2025 | 21 h 10 - 22 h 10    | 541 000                   | 3,3 %                                | 12,2 %      | [ a 6 ]  |  |
| Jeudi 17 juillet 2025 | 22 h 15 - 23 h 15    | 469 000                   | 3,5 %                                | 12,2 %      | [ a 6 ]  |  |
| Jeudi 24 juillet 2025 | 21 h 10 - 22 h 05    | 406 000                   | 2,4 %                                | 8,9 %       | [ a 7 ]  |  |
| Jeudi 24 juillet 2025 | 22 h 10 - 23 h 15    | 422 000                   | 3,3 %                                | 11,1 %      | [ a 7 ]  |  |
| Jeudi 31 juillet 2025 | 21 h 10 - 22 h 15    | 428 000                   | 2,8 %                                | 7,7 %       | [ a 8 ]  |  |
| Jeudi 31 juillet 2025 | 22 h 20 - 23 h 25    | 472 000                   | 4,2 %                                | 12,5 %      | [ a 8 ]  |  |
| Jeudi 7 août 2025     | 21 h 10 - 22 h 25    | 478 000                   | 3,4 %                                | 10,5 %      | [ a 9 ]  |  |
| Jeudi 7 août 2025     | 22 h 30 - 23 h 40    | 454 000                   | 4,6 %                                | 14 %        | [ a 9 ]  |  |
|                       |                      |                           |                                      |             |          |  |
| Moyenne des primes    | P1                   | 496 000                   | 3,1 %                                | 9,9 %       | [ a 10 ] |  |
| Moyenne des primes    | P2                   | 497 000                   | 4 %                                  | 12,1 %      | [ a 10 ] |  |

- Plus hauts chiffres d'audiences
- Plus bas chiffres d'audiences

### Émissions quotidiennes
| Jour de diffusion                       | Nombre de téléspectateurs | Part de marché sur les 4 ans et plus | Réf      |
| --------------------------------------- | ------------------------- | ------------------------------------ | -------- |
| Mercredi 11 juin 2025 19 h 05 - 20 h 05 | 416 000                   | 3 %                                  | [ a 11 ] |
| Jeudi 12 juin 2025 19 h 05 - 20 h 05    | 403 000                   | 3 %                                  | [ a 12 ] |
| Vendredi 13 juin 2025 19 h 05 - 20 h 05 | 342 000                   | 2,6 %                                | [ a 13 ] |
| Lundi 16 juin 2025 19 h - 20 h          | 567 000                   | 4,3 %                                | [ a 14 ] |
| Mardi 17 juin 2025 19 h - 20 h          | 508 000                   | 3,8 %                                | [ a 15 ] |
| Mercredi 18 juin 2025 19 h - 20 h       | 396 000                   | 3,1 %                                | [ a 16 ] |
| Jeudi 19 juin 2025 19 h - 20 h          | 368 000                   | 2,8 %                                | [ a 17 ] |
| Vendredi 20 juin 2025 19 h - 20 h       | 283 000                   | 2,5 %                                | [ a 18 ] |
| Lundi 23 juin 2025 19 h - 20 h          | 422 000                   | 3,1 %                                | [ a 19 ] |
| Mardi 24 juin 2025 19 h - 20 h          | 488 000                   | 3,7 %                                | [ a 20 ] |
| Mercredi 25 juin 2025 19 h - 20 h       | 526 000                   | 3,9 %                                | [ a 21 ] |
| Jeudi 26 juin 2025 19 h - 20 h          | 516 000                   | 3,8 %                                | [ a 22 ] |
| Vendredi 27 juin 2025 19 h - 20 h       | 323 000                   | 2,8 %                                | [ a 23 ] |
| Lundi 30 juin 2025 19 h - 20 h          | 442 000                   | 3,2 %                                | [ a 24 ] |
| Mardi 1er juillet 2025 19 h - 20 h      | 493 000                   | 3,7 %                                | [ a 25 ] |
| Mercredi 2 juillet 2025 19 h - 20 h     | 503 000                   | 3,9 %                                | [ a 26 ] |
| Jeudi 3 juillet 2025 19 h - 20 h        | 328 000                   | 2,7 %                                | [ a 27 ] |
| Vendredi 4 juillet 2025 19 h - 20 h     | 410 000                   | 3,7 %                                | [ a 28 ] |
| Lundi 7 juillet 2025 19 h - 20 h        | 558 000                   | 3,9 %                                | [ a 29 ] |
| Mardi 8 juillet 2025 18 h 45 - 19 h 45  | 437 000                   | 3,4 %                                | [ a 30 ] |
| Mercredi 9 juillet 2025 19 h - 20 h     | 419 000                   | 3,4 %                                | [ a 31 ] |
| Jeudi 10 juillet 2025 19 h - 20 h       | 399 000                   | 3,2 %                                | [ a 32 ] |
| Vendredi 11 juillet 2025 19 h - 20 h    | 366 000                   | 3,1 %                                | [ a 33 ] |
| Lundi 14 juillet 2025 19 h - 20 h       | 449 000                   | 3,2 %                                | [ a 34 ] |
| Mardi 15 juillet 2025 19 h - 20 h       | 458 000                   | 3,7 %                                | [ a 35 ] |
| Mercredi 16 juillet 2025 19 h - 20 h    | 451 000                   | 3,5 %                                | [ a 36 ] |
| Jeudi 17 juillet 2025 19 h - 20 h       | 466 000                   | 3,8 %                                | [ a 37 ] |
| Vendredi 18 juillet 2025 19 h - 20 h    | 274 000                   | 2,3 %                                | [ a 38 ] |
| Lundi 21 juillet 2025 19 h - 20 h       | 519 000                   | 3,7 %                                | [ a 39 ] |
| Mardi 22 juillet 2025 19 h - 20 h       | 444 000                   | 3,5 %                                | [ a 40 ] |
| Mercredi 23 juillet 2025 19 h - 20 h    | 488 000                   | 3,7 %                                | [ a 41 ] |
| Jeudi 24 juillet 2025 19 h - 20 h       | 426 000                   | 3,2 %                                | [ a 42 ] |
| Vendredi 25 juillet 2025 19 h - 20 h    | 402 000                   | 3,4 %                                | [ a 43 ] |
| Lundi 28 juillet 2025 19 h - 20 h       | 424 000                   | 3,1 %                                | [ a 44 ] |
| Mardi 29 juillet 2025 19 h - 20 h       | 560 000                   | 4,2 %                                | [ a 45 ] |
| Mercredi 30 juillet 2025 19 h - 20 h    | 487 000                   | 3,8 %                                | [ a 46 ] |
| Jeudi 31 juillet 2025 19 h - 20 h       | 383 000                   | 3,1 %                                | [ a 47 ] |
| Vendredi 1er août 2025 19 h - 20 h      | 259 000                   | 2,1 %                                | [ a 48 ] |
| Lundi 4 août 2025 19 h - 20 h           | 374 000                   | 3,1 %                                | [ a 49 ] |
| Mardi 5 août 2025 19 h - 20 h           | 397 000                   | 3,3 %                                | [ a 50 ] |
| Mercredi 6 août 2025 19 h - 20 h        | 415 000                   | 3,6 %                                | [ a 51 ] |
| Jeudi 7 août 2025 19 h - 20 h           | 449 000                   | 3,8 %                                | [ a 52 ] |

- Plus hauts chiffres d'audiences
- Plus bas chiffres d'audiences

## Controverses
Une heure avant la retransmission du troisième prime de la saison, diffusé le 26 juin 2025, il est annoncé que deux candidats sur les quatre nommés seront éliminés au lieu d'un seul prévu initialement, ce qui entraîne une importante polémique parmi les téléspectateurs sur les réseaux sociaux et oblige le présentateur Christophe Beaugrand à se justifier publiquement de cette annonce inopinée,. Ainsi, Dréa est éliminée en début d'émission puis, après un nouveau vote, Damien est éliminé en fin d'émission. L'élimination de Damien provoque également de vives tensions dans la maison, qui atteignent leur paroxysme lors du live du vendredi, durant lequel les téléspectateurs remarquent des faits de harcèlement à l'encontre des candidates Romy et Anita, que beaucoup d'internautes qualifient de raciste. Après de vives réactions sur les réseaux sociaux et la publication d'une pétition ayant recueilli 4 000 signatures, tous les candidats de la Maison des Secrets font l'objet, le samedi 28 juin, d'un rappel à l'ordre de la productrice de l'émission, Valérie Jaunard, énonçant que tout nouveau comportement de ce genre donne lieu à une exclusion du jeu. La vidéo de cette intervention est diffusée sur la page dédiée à l'émission sur le site TF1+. C'est la seconde fois depuis la saison 2 de Loft Story en 2002 qu'une émission de téléréalité d'enfermement française connaît des débordements nécessitant un rappel à l'ordre de la production diffusé publiquement.
Après son élimination le 3 juillet 2025, Marianne est victime de cyberharcèlement, dont une partie grossophobe, à la suite de son comportement envers Romy dans la Maison des Secrets. La production s'empare également du sujet et, lors du prime du 10 juillet, Christophe Beaugrand fait une parenthèse pour rappeler que « Secret Story est un jeu, que le cyberharcèlement est puni par la loi et au-delà de la loi est une question de respect, de bienveillance et de vivre ensemble ». Il ajoute que l'émission condamne tous les comportements de harcèlement. Menacée de mort, Marianne est placée à sa demande dans une maison de repos, avec le soutien de la production,.